# IC 4080
IC 4080 ist ein Galaxienpaar im Sternbild Coma Berenices am Nordsternhimmel.
Das Objekt wurde am 27. Januar 1904 von Max Wolf entdeckt.